# Tubipora musica
Espèce
Synonymes
- Tubipora hemprichi Ehrenberg, 1834[2]
- Tubipora musica f. sulcata Yabe & Sugiyama, 1937[3]
- Tubipora purpurea Pallas, 1766[3]

Statut de conservation UICN

 NT  : Quasi menacé
Le corail « orgue de mer » (Tubipora musica) est une espèce de coraux anthozoaires (octocoralliaires), de l'ordre des Stolonifera, le seul de la famille des Tubiporidae.

## Description et caractéristiques
C'est une gorgone extrêmement particulière, dont les polypes vivent dans de longs tubes parallèles rouge vif formant comme des tuyaux d'orgue, régulièrement reliés par de fines plaques perpendiculaires. Les polypes à 8 bras sont blancs, charnus et volumineux, en forme d'étoiles. Les colonies peuvent atteindre 1 m de diamètre. 

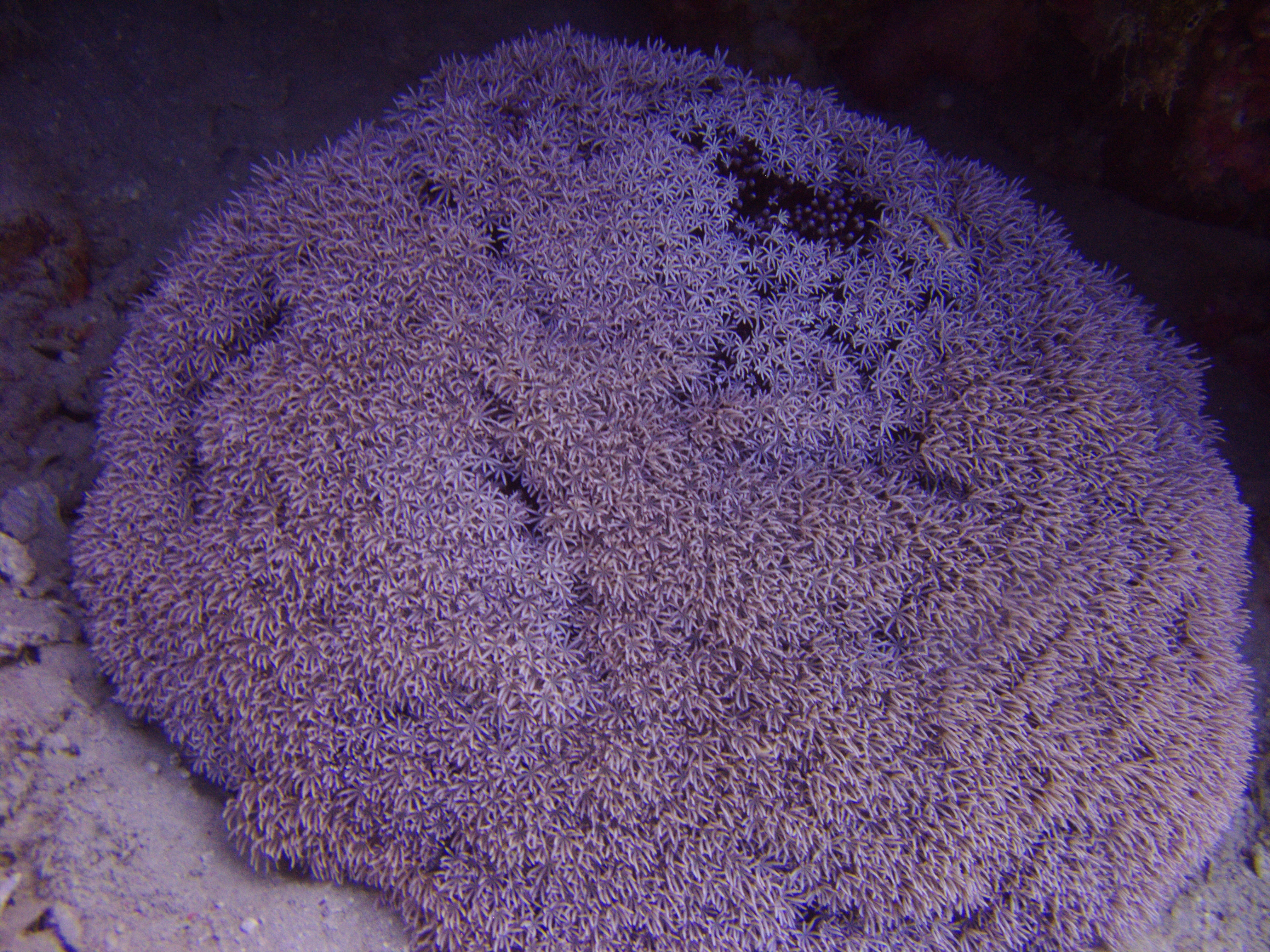
Grosse colonie
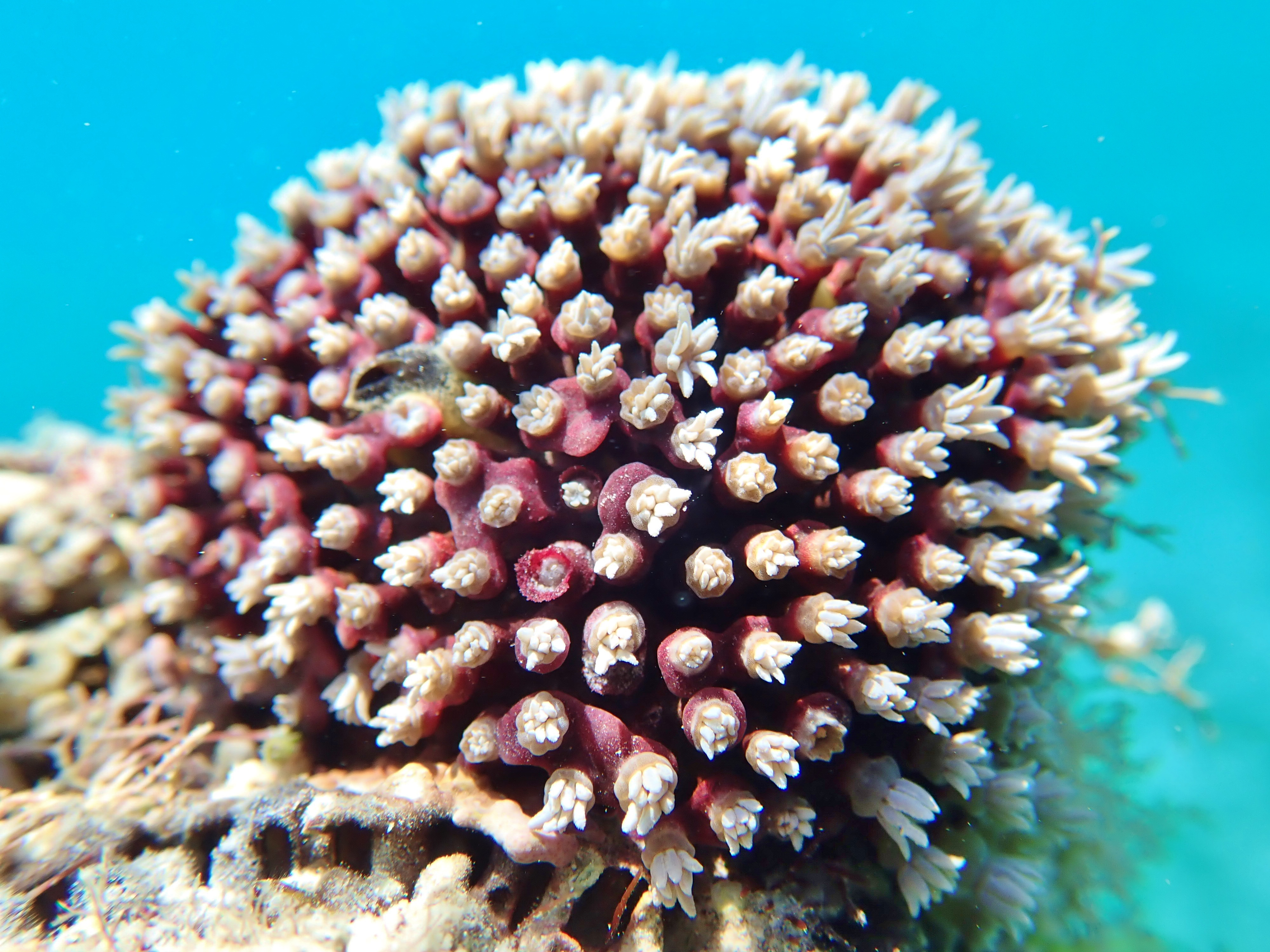
Colonie à polypes rétractés
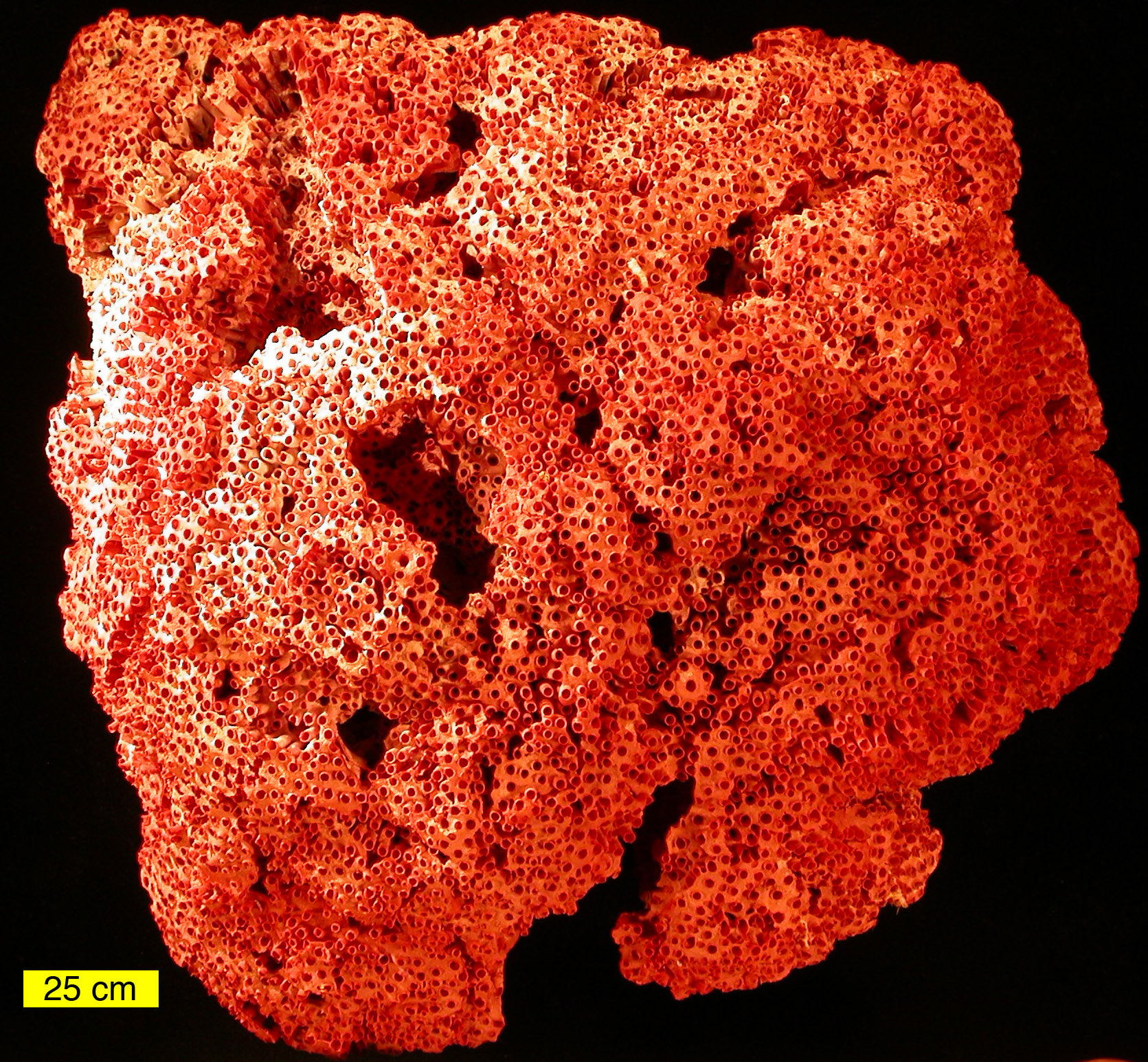
Squelette séché
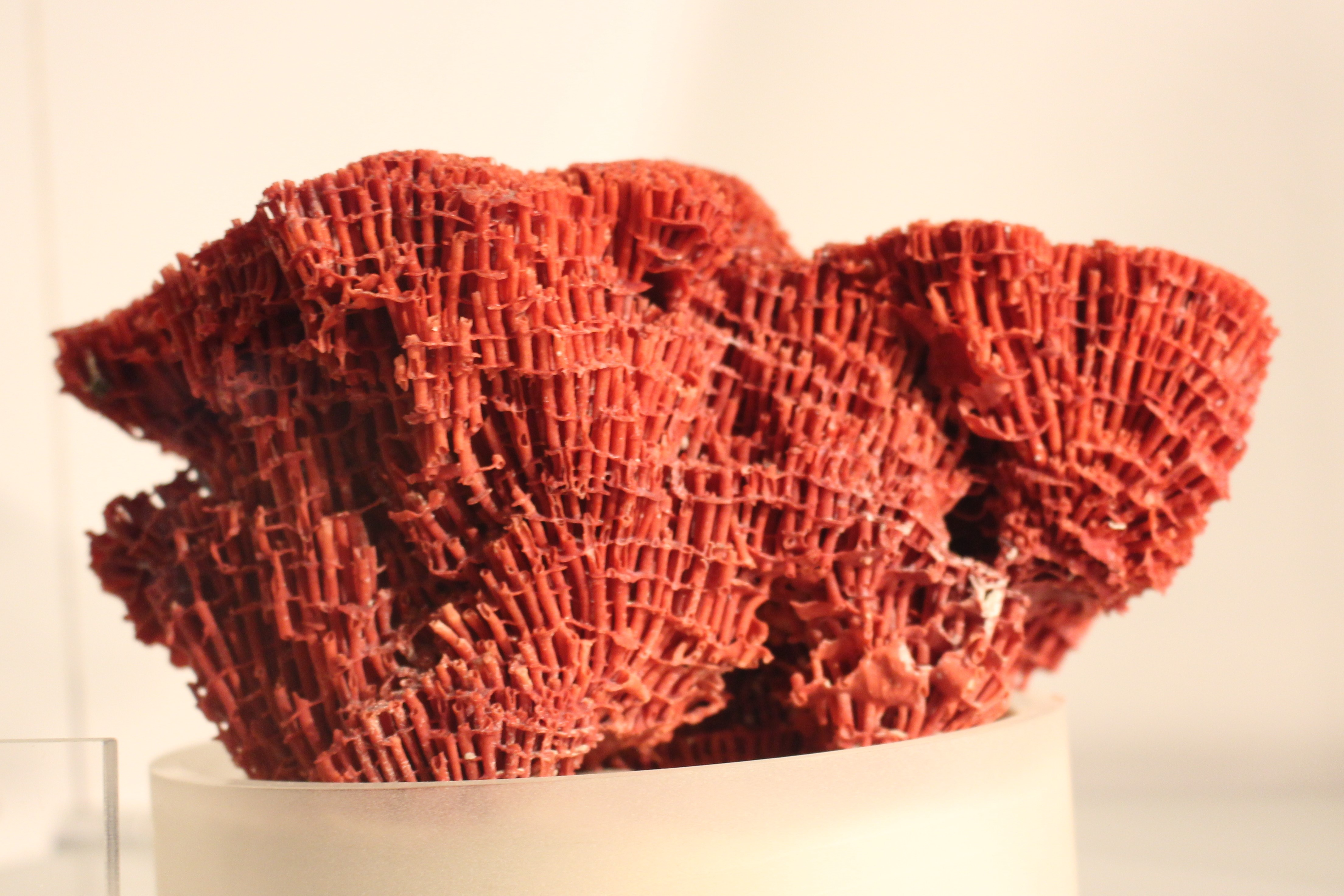
Spécimen de musée.

## Habitat et répartition
Cette espèce se trouve dans tout l'Indo-Pacifique tropical corallien, de la Mer Rouge à la Polynésie. 
On le trouve à des profondeurs comprises entre 0 et 12 m de profondeur. 

## Relation à l'Homme
Les squelettes de ce corail, d'un rouge vif, sont facilement visible sur les plages et parfois ramassés ou vendus comme souvenirs. 
Cette espèce autrefois abondante mais surexploitée dans de nombreux pays et menacée par les perturbations écologiques est classée « quasi-menacée » sur la Liste rouge de l'UICN, et est citée en annexe de la CITES.